# Église Saint-Martin de Linards
L'église de Linards est une église catholique située à Linards, en France.

## Localisation
L'église est située dans le département français de la Haute-Vienne, sur la commune de Linards.

## Historique
L'église date du XIIe siècle.
L'édifice fait l’objet d’une inscription au titre des monuments historiques depuis le 6 février 1926.